# Питч-шифтер
Питч-шифт (англ. pitch shift) — звуковой эффект или соответствующее устройство, добавляющее к сигналу его копию, отстоящую от основного тона на любой интервал в пределах двух октав вверх или вниз.
Сдвиг высоты тона — это блок звуковых эффектов, который повышает или понижает высоту звука аудиосигнала на заданный интервал. Например, регулятор высоты тона, настроенный на увеличение высоты тона на четверть, будет поднимать каждую ноту на три диатонических интервала выше фактически сыгранных нот. Простые переключатели высоты тона повышают или понижают высоту звука на одну или две октавы, в то время как более сложные устройства предлагают ряд изменений интервалов. Сегодня регуляторы высоты тона включены в большинство аудиопроцессоров.
Реализация эффекта является сложной задачей, поэтому в недорогих устройствах могут появляться некоторые проблемы, связанные с потерей качества звучания дополнительного голоса. Другой недостаток связан с появлением небольшой задержки, требуемой устройству для анализа входящего сигнала. Однако в качественных питч-шифтерах указанные недостатки устраняются полностью.
Частным случаем питч-шифтера является октавер.

## Питч-шифтер и Гармонизатор
Гармонизатор — это тип сдвига высоты тона, который объединяет сдвинутый по высоте сигнал с исходным для создания гармонии из двух или более нот. Гармонизатор (гармонайзер) Eventide H910, выпущенный в 1975 году, был одним из первых коммерчески доступных питч-шифтеров и цифровых мультиэффектов. 10 ноября 1976 Eventide подала заявку на регистрацию товарного знака Harmonizer и продолжает сохранять свои права на товарный знак Harmonizer по сей день.
В цифровой записи изменение высоты тона осуществляется посредством цифровой обработки сигнала. Старые цифровые процессоры часто могли изменять высоту тона только при постобработке, тогда как многие современные устройства, использующие технологию компьютерной обработки, могут изменять значения высоты тона практически в реальном времени.
Коррекция высоты тона — это форма смещения высоты тона, которая используется в таких программах, как Auto-Tune и Melodyne, для исправления интонационных неточностей в записи или исполнении. Изменение высоты тона может повышать или понижать все звуки в записи на одинаковую величину, тогда как на практике коррекция высоты тона может вносить разные изменения от ноты к ноте.

## Применение
Иногда эффект применяется в жанре грайндкор для обработки рычащего вокала. Дополнительный голос в этом случае настраивают на низкую частоту.

## Устройства
- DigiTech Whammy
- Boss PS-5 Super Shifter
- Electro Harmonix Harmonic Octave Generator